# Doktryna Mahana
Doktryna Mahana – (także: nawalizm), strategiczna doktryna militarna, której początek datuje się na rok 1890, w którym to ukazała się książka Alfreda Mahana, The Influence of Sea Power Upon History: 1660–1783. Teoria nawalizmu zakładała budowę nowoczesnej floty wojennej do ochrony również nowoczesnej floty handlowej, gdyż oba te czynniki decydują o potędze państwa, państwa zaś ich pozbawione co do zasady nie rozwijają się cywilizacyjnie oraz ekonomicznie, i z czasem popadają w ruinę.

## Historia nawalizmu
Sama teoria nawalizmu wywodzi się już z antyku, kiedy ludy zamieszkujące basen Morza Śródziemnego wykorzystywały flotę głównie w celach handlowych. Znaczenie marynarki spadło drastycznie w średniowieczu, a jego tradycje zostały przywrócone przez Hanzę niderlandzką i londyńską. W pewnym sensie w średniowieczu poza kupcami z Genui, Wenecji oraz związkami hanzeatyckimi, tradycję nawalizmu kontynuowali Normanowie. Ważną rolę odegrała Anglia, dla której Royal Navy była niemal jedynym łącznikiem z kontynentem. Nowożytny nawalizm nierozerwalnie łączy się z wielkimi odkryciami geograficznymi XV–XVII w.
Nawalizm w pełnym słowa tego znaczeniu bierze początek w boomie industrialnym. Epoka przemysłu i upowszechnienie silnika parowego dało początek nowoczesnej flocie handlowej i wojennej i zapoczątkowały intensywny rozwój handlu morskiego, który zaczął przejmować główny ciężar handlu międzynarodowego. Wiek XX to era upowszechnienia się silników parowych i spalinowych.

## Nawaliści
Za pierwszego nowoczesnego teoretyka nawalizmu uważa się Amerykanina, Alfreda Thayera Mahana. Budowę silnej marynarki w Stanach Zjednoczonych zgodnie z ideą Mahana kontynuował Theodore Roosevelt, dla którego US Navy była pałką wykorzystywaną we własnej polityce grubej pałki.
Twórcą japońskiego nawalizmu oraz niemal ojcem Kyūjitai był Aritomo Yamagata. Z kolei za ojca nowoczesnej niemieckiej floty pełnomorskiej uchodzi Alfred von Tirpitz. Tzw. Jeune École (Młodą Szkołę) francuskiego nawalizmu zapoczątkował Henri-Joseph Paixhans a jej najważniejszym przedstawicielem był admirał Théophile Aube.